# Wiaczesław Woronin
Wiaczesław Woronin (ros. Вячеслав Николаевич Воронин; ur. 5 kwietnia 1974 w Ordżonikidze) – rosyjski lekkoatleta, uprawiający skok wzwyż.

## Kariera sportowa
Woronin jest wielokrotnym medalistą międzynarodowych imprez :
- srebrny medal Halowych Mistrzostw Europy w Lekkoatletyce (Walencja 1998)
- srebro Halowych Mistrzostw Świata w Lekkoatletyce (Maebashi 1999)
- złoty medal podczas Mistrzostw Świata w Lekkoatletyce (Sewilla 1999)
- złoto Halowych Mistrzostw Europy w Lekkoatletyce (Gandawa 2000)
- srebrny medal na Mistrzostwach Świata w Lekkoatletyce (Edmonton 2001)
- 2. miejsce podczas Światowego Finału IAAF (Monako 2005).

Trzykrotnie brał udział w igrzyskach olimpijskich (2000, 2004, 2008), jednak bez znaczących rezultatów, a najwyższe, dziewiąte miejsce, zanotował podczas Igrzysk w Atenach (2004).

## Rekordy życiowe
- skok wzwyż – 2,40 (2000)
- skok wzwyż (hala) – 2,37 (2000)